# Sales (Alta Saboya)
 Sales  es una población y comuna francesa, en la región de Ródano-Alpes, departamento de Alta Saboya, en el distrito de Annecy y cantón de Saint-Gervais-les-Bains.

## Historia
En la Edad Media, Sales fue sede de varios señoríos. La casa fortificada de Sales fue descrita en 1659 como: “un lugar rural rodeado de trincheras, hayes o murallas, acomodado por varias estancias a modo de huerta, huertos frutales y madrigueras”. (É.Sirot).
El 10 de noviembre de 1818, un edicto separa del territorio del municipio de Sales a la aldea de Surchères y el barrio de Saint Joseph que se unirá a Rumilly. (Ch.-A. de Sales).

## Toponimia
En documentos antiguos, la forma que se encuentra es Sala, según los archivos anales de Ginebra: Régeste genevois.
El topónimo de Sales es un plural de Sala en germánico. Por otra parte, el término la salle en franco-provenzal, designa un palacio o residencia señorial.
En franco-provenzal, el nombre del municipio se escribe Sâle.

## Demografía
| 646 | 725 | 856 | 1050 | 1388 | 1548 | 1775 |
| Para los censos de 1962 a 1999 la población legal corresponde a la población sin duplicidades (Fuente: INSEE [Consultar]) |     |     |      |      |      |      |